# 金子デメリン
金子 デメリン（かねこ デメリン）は、日本の漫画家、イラストレーターである。東京都豊島区巣鴨出身。オタク文化に対する造詣の深さから、漫画家やミュージシャンなどのインタビュアー役を務めることも多い。

## 略歴
父親がデザイナーであった関係で、家にはさまざまな画材があり、幼い頃から絵を描くことに熱中していたという。5歳頃より絵本をつくりはじめ、6歳頃から絵画教室で学びはじめる。小中学校時代を通じて絵を描きまくっており、学校の行事ごとにイラストレーターとして活躍した。
小学校4年頃、日本の性教育の第一人者である北沢杏子の本を読み、性とそれを取り巻く文化に強い関心を持つようになる。同じ頃、父親から薦められた岩谷テンホーの漫画を読み漁り、シモネタギャグ漫画に目覚める。その一方で、小学生時代は日野日出志などのホラー漫画も熱心に読んでいたという。小学校の卒業アルバムに書いた「尊敬する人物」はウォルト・ディズニーだった。中学校時代には、金子の描いた岩谷テンホー風のエロ４コマ漫画はクラス内で回覧されていたため、学級新聞の中で行われた「エロ人間」コンテストでは、金子が女子部門第1位を獲得したという。同じ頃、ギター教室へ通い、つボイノリオ楽曲の弾き語りを練習する一方、美術部にも所属し油絵を描いていた。なお、中学1年のときには、第2回パセオTシャツデザインコンテストに入選し、イラストが商品化されている。
2000年頃から、コミック･マーケットなどの同人誌即売会で作品を発表しはじめる。初期には、日本アニメーションの『世界名作劇場』シリーズに関する研究本を発行していた。2003年頃から、楳図かずお研究本を発行しはじめたが、これがきっかけとなり、2005年には、雑誌『フィギュア王』Vol.89(ワールドフォトプレス)より、4コマ漫画『楳図王国こぼれ話』の連載が始まる。これらの活動は、後にまとめられ、ブルース・インターアクションズより発行されている『ウメゾロジー』で読むことができる。楳図かずおの自伝を漫画化した『ウメズモ‐楳図かずお物語‐』が、2008年に小学館クリエイティブから刊行予定されていたが、いまだに発売されていない。
2009年8月より、『サルでも描けるまんが教室』を原作にした『イヤーン・エッチの助』が、『コミック・マヴォ』に連載。2012年1月からは、ウェブ漫画雑誌の『電脳マヴォ』に連載されている。

## 漫画
『イヤーン・エッチの助』
『サルでも描けるまんが教室』の中で竹熊健太郎がつくった原作をもとに描かれているギャグ漫画。タイトルは相原コージの発案。竹熊健太郎責任編集のウェブマガジン『電脳マヴォ』にて連載中。古今東西の性にまつわるパロディが多数散りばめられているのが特徴であるため、意図的にみやすのんき、金井たつお、みやわき心太郎、向後次雄、中西やすひろに似せた絵柄を採用している。文学作品や映画のパロディも多い。
『ウメゾロジー』
著者の分身であるKANEが、楳図かずおの作品ゆかりのスポットを訪ねたり、イベントに参加したりしてその模様をレポートするというギャグ漫画である。意図的に楳図かずおタッチの絵柄を採用している。
『楳図王国こぼれ話』
著者が楳図かずおに取材したときのエピソードなどをネタにした4コマ・ギャグ漫画。2005年より雑誌『フィギュア王』（ワールドフォトプレス）の「Welcome！楳図王国」のページで連載されていた。
『中野ブロードウェイ ミステリースポットツアー』
ちんぽっぽが著者の分身となり中野ブロードウェイの不思議な部分を紹介する漫画。『のせすぎ！中野ブロードウェイ』（辰巳出版）に掲載。
『おろち通信』
映画『おろち』のこぼれ話を描いた4コマ漫画。『ビッグコミックスピリッツ』『ビッグコミックスペリオール』（小学館）に掲載。
『夏恋・花宮占術』
占いの漫画。『Zipper』（祥伝社）に掲載。
『楳図かずおが語る!!私の恐怖体験』
映画『赤んぼ少女』『おろち』の公開を記念して描かれた4コマ漫画。『スカパー!e2TVガイド』（東京ニュース通信社）に掲載。
本人直送とれたてブログ 楳図かずお似顔絵
形相の楳図かずおが描かれている。読売新聞（読売新聞東京本社）に掲載。
『青春音楽冒険漫画 ぽみゅ』
音楽情報ウェブサイト「ミュージック・シェルフ」にて隔週連載中。
『デメ子の部屋　金子デメリンのこの人に会いたい！』
音楽情報ウェブサイト「ミュージック・シェルフ」にて連載中。金子が尊敬する偉人に会いに行き、インタビューを行い、それを元にして書いた記事である。なお、第１回のゲストはつボイノリオであった。

## エピソード
- 2008年に、『月刊IKKI』(小学館)誌上にて、相原コージ・竹熊健太郎の漫画『サルまん2.0』が連載された。その際、同作品内の企画として「キモカワいいマスコットキャラクター」を公募するコンテストが催されたが、金子の考案した「ちんぽっぽ」が第1位に選ばれている。ちなみに、同コンテストでの第2位はシャック三原の「ちっちゃいこ」、第3位は相原コージの「餓鬼くん」、第4位は山崎友香の「まめ」、第5位は川上未映子の「乳卵ちゃん」及び竹熊健太郎の「日野日出ッフィー」であった。
- 2009年に、昭和歌謡ユニット楳図かずおと夫婦烏を結成した。楳図かずおがボーカル、テンパー増田がバックコーラス、金子がギターを担当。女装の楳図が恵まれない少女・佳子を、同じく女装のテンパーが怒りっぽい母親を、そして男装の金子が酒びたりの情けない父親を演じ、セクシャル・マイノリティの世界を表現した異色のユニットである。金子は、荒削りながら温かみのあるギターを聴かせている。
- 中学生の頃から「金太の大冒険」のギター弾き語りを一生懸命練習していたという金子は、つボイノリオの熱狂的ファンであることを公言している。2012年3月にCBCラジオの「つボイノリオの聞けば聞くほど」へゲスト出演した際には、「『イヤーン・エッチの助』の中につボイ先生をモデルにした総理大臣が出ている理由は、総理大臣といえば偉い人、偉い人といえばつボイノリオだからです！」とつボイノリオへの思いを熱く語った。
- 高校生時代から『サルでも描けるまんが教室』をバイブルにするほど、同作品の熱烈なファンである。そのため、金子の漫画にはしばしば『サルでも描けるまんが教室』付録の「サブリミナルトーン」が登場する。金子は、竹熊健太郎50周年記念イベントの司会も務めた。

## デザイン
- つボイノリオのラジオ番組つボからボイン（KBS京都）のマスコットキャラクター「つボインくん」
- 奈良県宇陀郡曽爾村のマスコットキャラクター「そーちゃん&にーちゃん」

## 映画
- 『赤んぼ少女』（山口雄大監督）- 協力
- 『おろち』（鶴田法男監督）- 出演

## テレビ
- 『クイズ 4人の壁』（BSフジ）- 出演
- 『BSティーンズ倶楽部』（NHKBS）- 出演
- 『FNNスーパーニュース』（フジテレビ）- 出演
- 『Oha!4　NEWS　LIVE』（日本テレビ）- 出演

## ラジオ
- 『つボイノリオの聞けば聞くほど』（CBCラジオ）- 出演
- 『つボイ楽耳王5』（インターネットラジオハラショー）- 出演

## 広告
- エーザイ トラベルミン（第59回 朝日広告賞 生活関連部門 準部門賞 受賞作品）- イラスト[注釈 1]

## 音楽
- 楳図かずお シングルCD『新宿烏』（ビクターエンタテインメント）- ギタリストとして参加
- 楳図かずお アルバムCD『闇のアルバム２』（ビクターエンタテインメント）- ギタリストとして参加